# توهم
تَوَهُم یا وَهمِش (به انگلیسی: hallucination) نوعی ادراک در غیاب محرک خارجی است که ویژگی‌های یک ادراک حقیقی را دارد. توهم‌ها شفاف و پرمایه هستند و چنان ادراک می‌شوند که انگار در فضای عینی خارجی وجود دارند. آن‌ها از چندین پدیده مرتبط قابل تمایز هستند، از جمله رؤیا که شامل بیداری نیست؛ شبه‌ توهم که از ادراک حقیقی تقلید نمی‌کند و به دقت به منزله امری غیرواقعی ادراک می‌شود؛ توهم که شامل ادراک واقعی معوج یا سوءتفسیرشده است؛ تخیل که از ادراک حقیقی تقلید نمی‌کند و تحت کنترل ارادی است. توهم‌ها همچنین از «ادراکات توهمی» که در آن‌ها یک محرک برغم احساس و تفسیر درست (یعنی یک ادراک واقعی) یک معنای اضافی یافته هم متفاوت هستند. بسیاری از توهم‌ها همچنین در حالت فلج خواب اتفاق می‌افتند.
توهم‌ها به دو صورت حسی و اطلاعاتی می‌باشد:
۱- حسی: درک اشتباه یکی از حواس پنجگانه است که در فقدان یک محرک خارجی مربوط به آن حس به وجود می‌آید و توسط شخص درک می‌شود. مثلاً فرد فکر می‌کند که صدای حرف زدن فرد دیگری را در تنهایی می‌شنود یا او را می‌بیند. برای اینکه یک ادراک توهم محسوب شود، دو معیار لازم است: اول اینکه به صورت یک ادراک واقعی حس می‌شود و نه به صورت یک تصور و دوم اینکه به نظر می‌رسد که از دنیای خارج شخص نشأت می‌گیرد. در صورتیکه یک تجربه ادراکی فقط یکی از دو معیار لازم را داشته باشد، آن گاه توهم نامیده خواهد شد. اغلب توهم جزئی از علائم یک بیماری مانند روان پریشی است.
۲- اطلاعاتی: درک اشتباه یکی از حواس پنجگانه دربارهٔ وجود درد یا لذت یا عدم وجود حس.

## توهم در افراد سالم
گاهی در افراد سالم هم در هنگام به خواب رفتن یا برخاستن از خواب، توهم ایجاد می‌شود. توهم‌های هنگام به خواب رفتن را توهم هیپناگوژیک و توهم‌های هنگام برخاستن از خواب را توهم هیپناپومپینگ می‌گویند. این توهم‌ها معمولاً بسیار کوتاه و ساده می‌باشند و مثلاً به صورت شنیدن صدای زنگ یا نام شخص به وجود میایند. توهم‌ها ممکن است در قالب تصویر یا یک محرک جسمی در ذهن یا واقعیت به وجود اید. ناگفته نماند که برخی از توهم‌ها واقعی و برخی در اثر کم خوابی است.